# Nerodia fasciata
Rắn nước có đai hay rắn nước phía nam (Nerodia fasciata) là một loài rắn chủ yếu sống dưới nước, không có nọc độc, thuộc Họ Rắn nước (Colubridae) đặc hữu ở miền trung và đông nam Hoa Kỳ. Loài này được Linnaeus mô tả khoa học đầu tiên năm 1766.

## Phạm vi phân bố
Chúng được tìm thấy từ Indiana, phía nam đến Louisiana và phía đông đến Florida.

## Miêu tả
Các con trưởng thành dài từ 61 đến 106,7 cm, với kích thước tổng chiều dài có kỷ lục là 158,8 cm (phân loài Florida). Trong một nghiên cứu về loài này, khối lượng cơ thể trung bình các con trưởng thành là 464,4 g.
Chúng thường có màu xám, xám xanh hoặc nâu, với các đai màu đen. Nhiều cá thể có màu tối đến mức tạo các đai trên mình của chúng hầu như không thấy rõ. Chúng có đầu phẳng, và khá nặng. Nếu bị kích thích, chúng sẽ phóng thích một loại xạ hương có mùi hôi để ngăn chặn những thú săn mồi.
Ngoại hình của chúng khiến chúng thường bị nhầm lẫn với những loài rắn khác mà chúng chia sẻ chung môi trường sống, bao gồm cả loài rắn có nọc độc ít phổ biến hơn, Agkistrodon piscivorus.

## Môi trường sống
Chúng sinh sống ở hầu hết các môi trường nước ngọt như hồ, đầm lầy, ao và suối.

## Chế độ ăn
Chúng chủ yếu săn cá và ếch. Sử dụng cơ quan nội tạng của nó, chúng có thể dò ra protein parvalbumin trong chất nhầy của da con mồi.

## Sinh sản
Phương thức sinh sản của chúng là noãn thai sinh, đẻ con thay vì đẻ trứng. Kích thước một lứa có thể từ 9 đến 50 con. Con non có chiều dài từ 200 đến 240 mm.

## Phân loài
Ba phân loài được công nhận, bao gồm cả các phân loài định danh, là:
- Nerodia fasciata confluens (Blanchard, 1923)
- Nerodia fasciata fasciata (Linnaeus, 1766)
- Nerodia fasciata pictiventris (Cope, 1895)

## Phân loại
Một số nguồn xem Nerodia clarkii nénicauda và Nerodia clarkii taeniata là phân loài của Nerodia fasciata. Ngoài ra, một số nguồn đã xem Nerodia fasciata là một phân loài của Nerodia sipedon.